# Galium festivum
Galium festivum är en måreväxtart som beskrevs av Franz Xaver Krendl. Galium festivum ingår i släktet måror, och familjen måreväxter. Inga underarter finns listade i Catalogue of Life.